# Systena blanda
Systena blanda är en skalbaggsart som beskrevs av F. E. Melsheimer 1847. Systena blanda ingår i släktet Systena och familjen bladbaggar. Inga underarter finns listade i Catalogue of Life.

## Bildgalleri

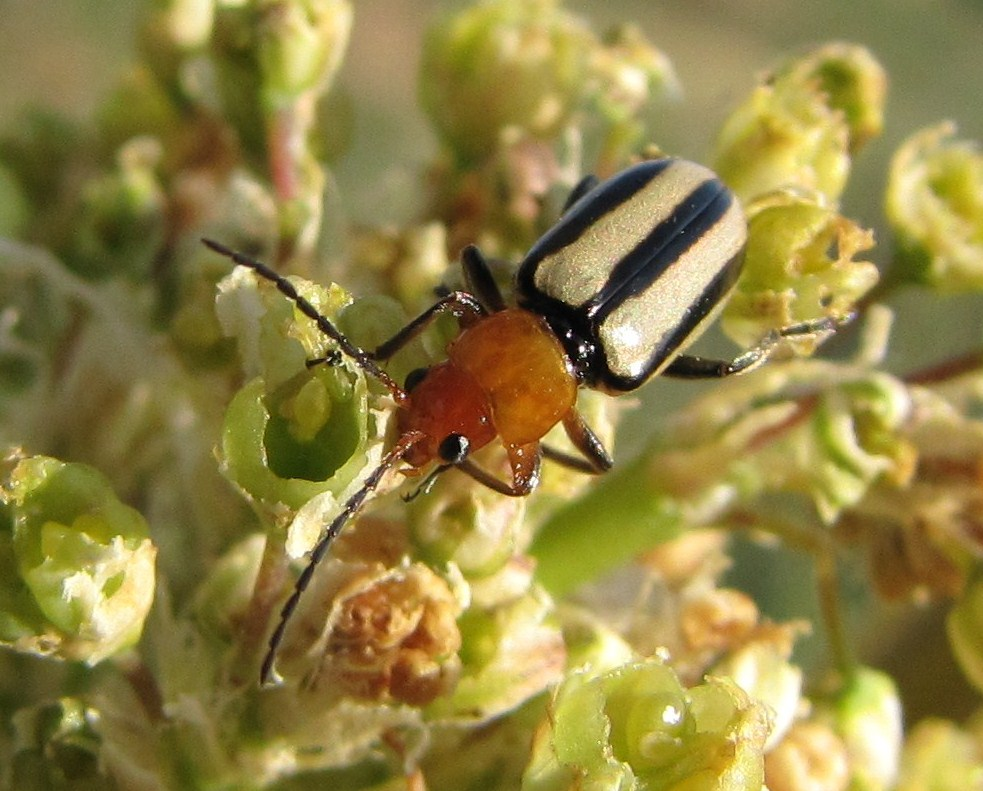